# Placa cribosa
La célula cribosa es una estructura celular compleja, parte del floema vegetal, que consiste en una placa perforada que se ubica generalmente en las paredes terminales casi horizontales de los elementos del tubo criboso, y que sirven como conectores entre dos elementos contiguos del tubo.
Se puede distinguir la placa cribosa simple de la placa cribosa compuesta, según se forme por un área cribosa o por varias, respectivamente. Se sitúa en los polos celulares, diferenciándose del área cribosa por ser más especializada, por la acumulación de calosa y por sus orificios mayores, llegando a tener 15 micras sus poros.
La placa cribosa tiene sus poros abiertos en plantas anuales, herbáceas de estructura primaria. Mientras que en las bienales cuando sus procesos fisiológicos disminuyen de intensidad, con la floración o en las caducifolias con la caída de las hojas, la placa se cubre de una sustancia (el enzima calosa), la cual será disuelta al llegar la primavera por otro enzima, la calasa.